# Christian Châtillon
Pour les articles homonymes, voir Châtillon.
 (octobre 2020).
Si vous disposez d'ouvrages ou d'articles de référence ou si vous connaissez des sites web de qualité traitant du thème abordé ici, merci de compléter l'article en donnant les références utiles à sa vérifiabilité et en les liant à la section « Notes et références ».
Christian Châtillon est colonel à la retraite, ancien chef de corps du Centre sportif d'équitation militaire à Fontainebleau et ancien chef des Sports Equestres Militaires.

## Biographie
Diplômé de l'École spéciale militaire de Saint-Cyr et de l'École d'État-Major. Il est sélectionné aux Jeux Olympiques de Mexico de 1968 dans l'équipe de France de Pentathlon moderne.[réf. nécessaire]. Il organise un concours de sauts d'obstacles amical (CSA) sur neige de Méribel de 1986 à 1992). En 2001, il est nommé président de Club France Equitation (CFE)[réf. nécessaire], société anonyme qui gère l'élaboration, le fonctionnement et la gestion de toutes les compétitions équestres en France et qui est une filiale de la Fédération française d'équitation (FFE). Il est depuis 2004 président de la Ligue française pour la protection du cheval.[réf. nécessaire]
Colonel à la retraite, il est membre du comité directeur en tant que vice-président du pentathlon moderne français, et membre de l'Académie des sports.

## Récompenses et distinctions
- Chevalier de l'Ordre national du Mérite.
- Chevalier du Mérite Agricole.
- Chevalier des Palmes Académiques
- Médaille d'Outre-Mer avec agrafe Liban et Zaïre
- Médaille d'Or de la Jeunesse et des Sports